# Ford Sierra
Ford Sierra (укр. Форд Сієрра) — автомобілі D класу, що вироблялися європейським відділенням концерну Ford з 1982 по 1993 роки.
Всього було виготовлено 2 700 500 автомобілів Ford Sierra в Німеччині, Бельгії, Великій Британії, Південній Африці, Венесуелі, Аргентині і Новій Зеландії.

## Sierra I (1982—1987)

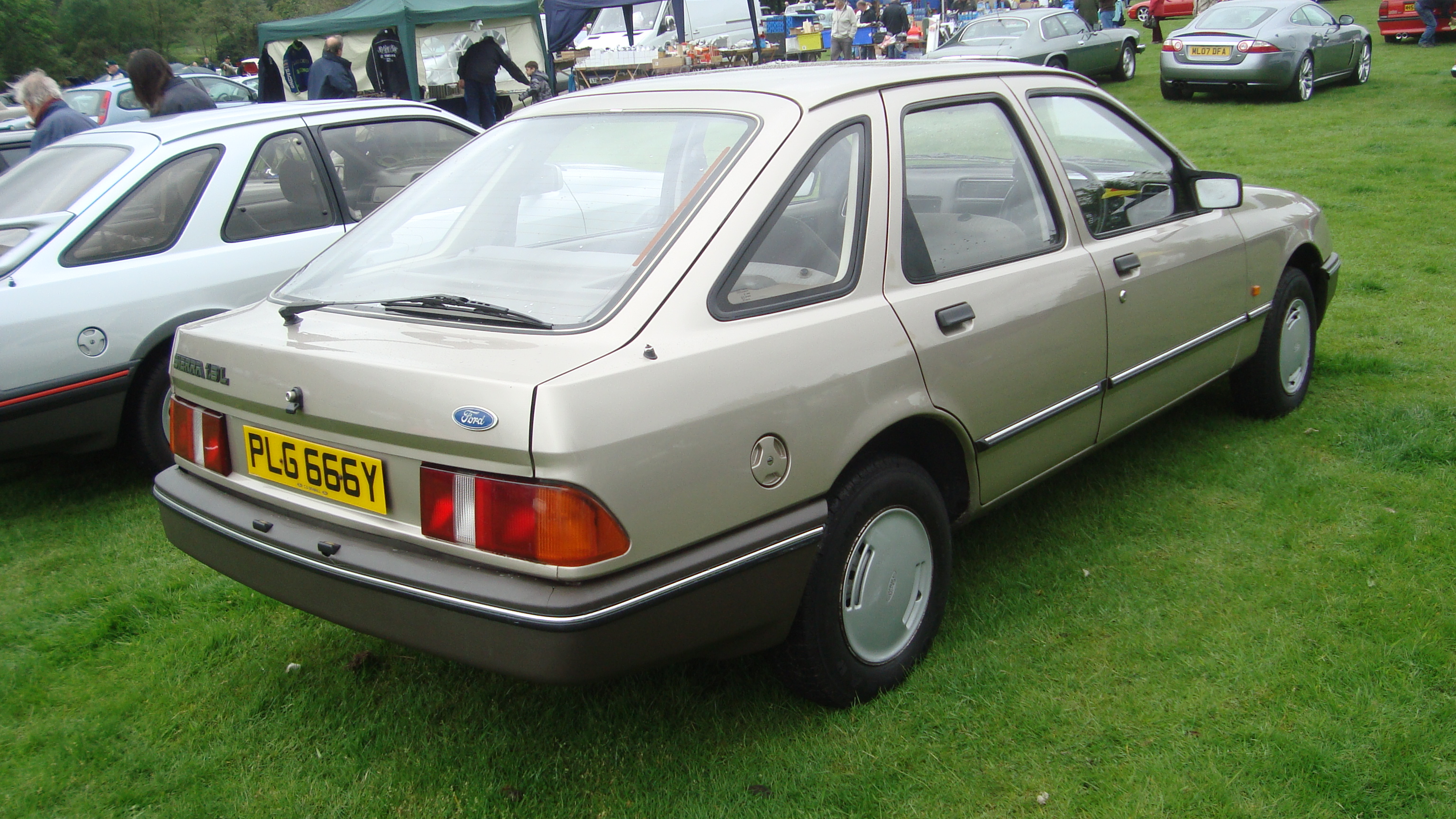
Ford Sierra I 5дв. хетчбек (1982—1987)

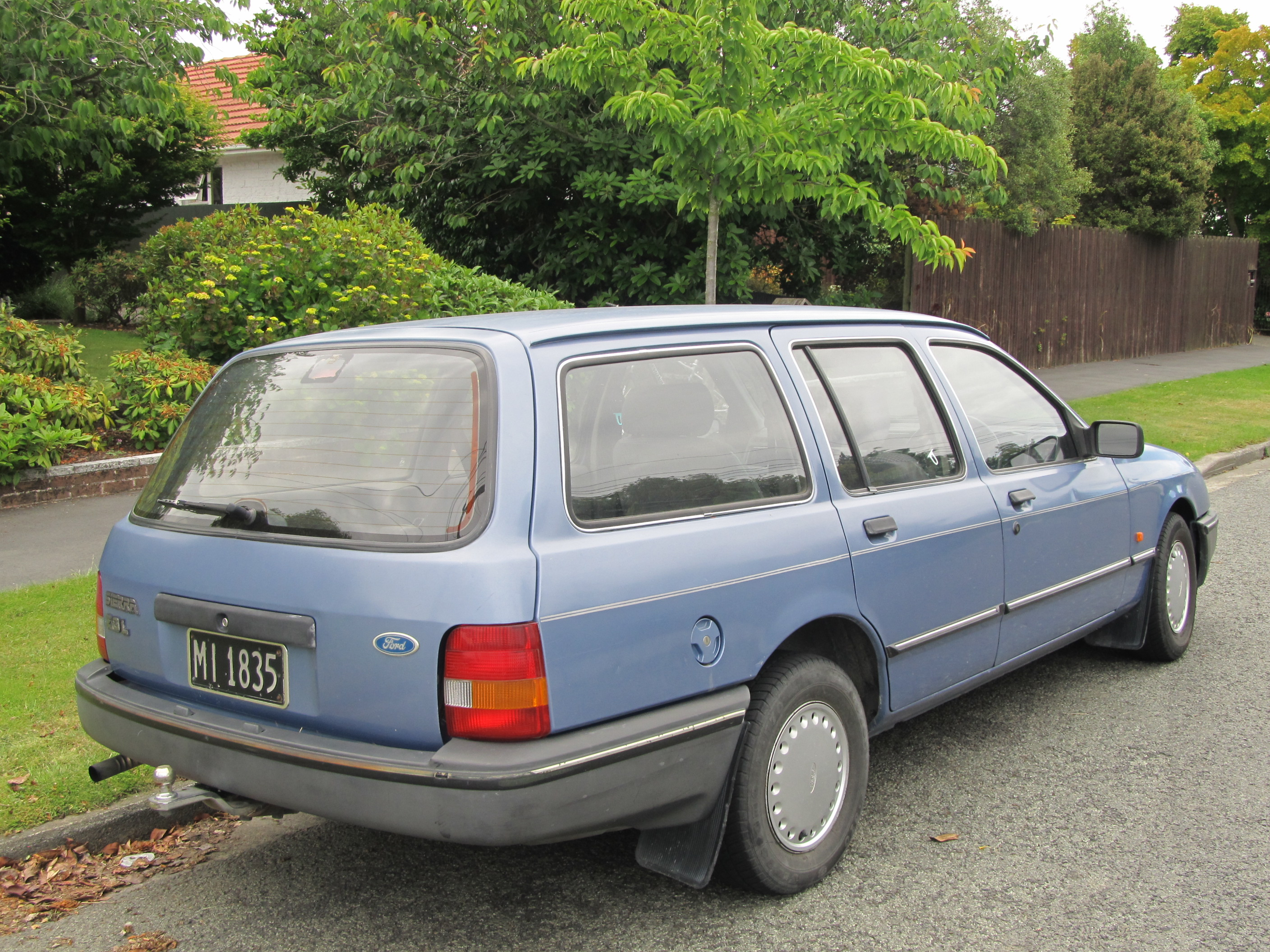
Ford Sierra I Turnier (1982—1987)

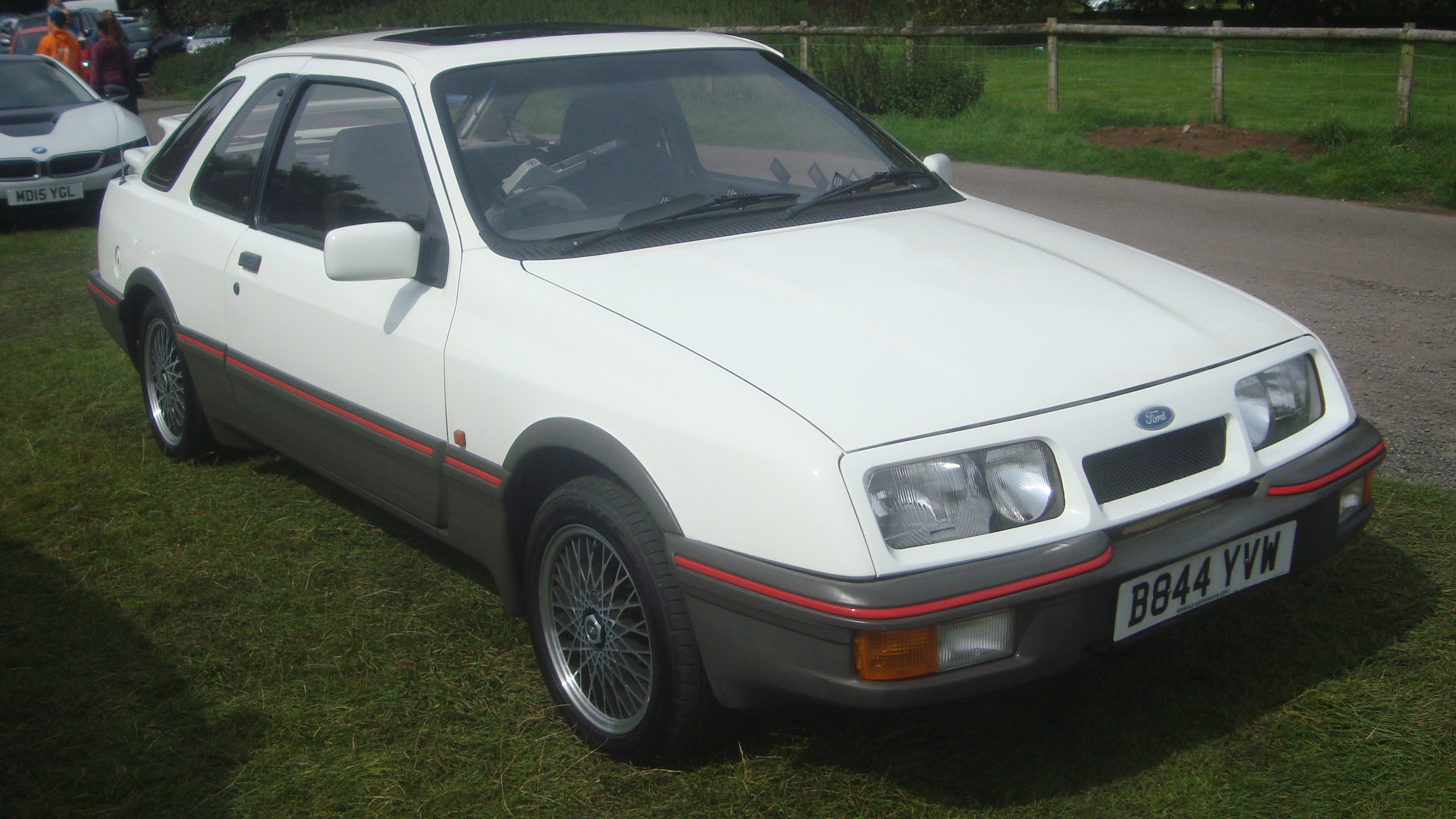
Ford Sierra XR4i

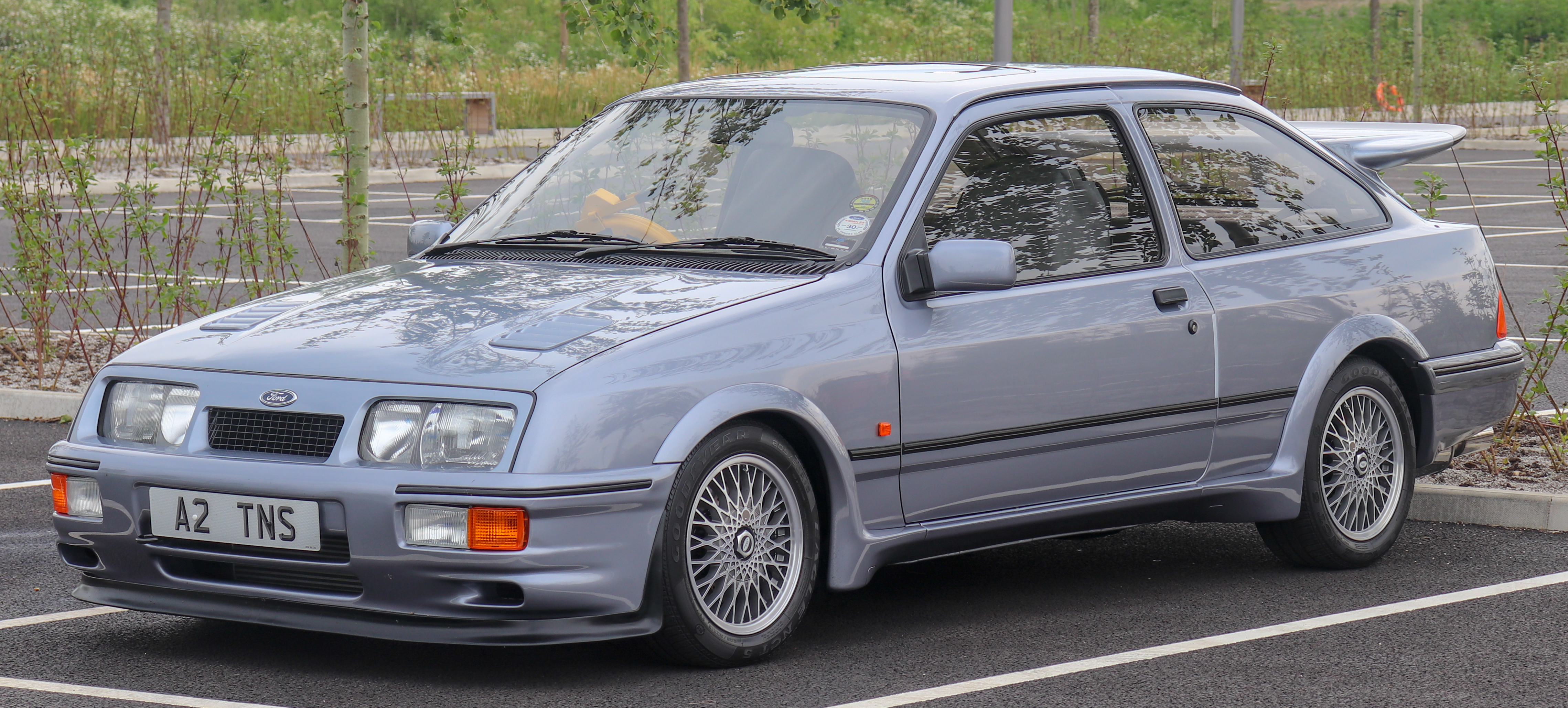
Ford Sierra I RS Cosworth (1986—1987)

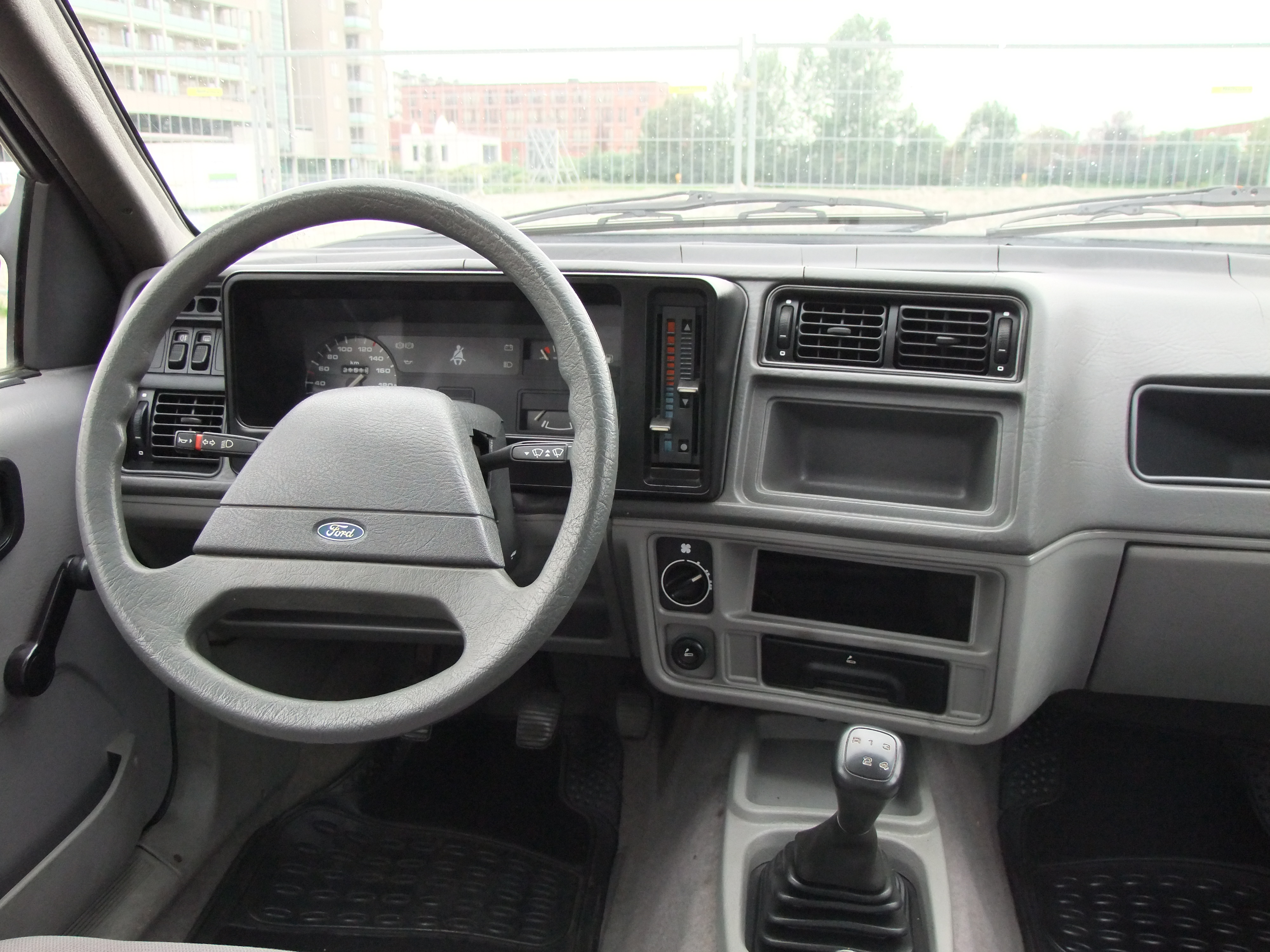

Автомобіль з ім'ям Sierra з'явився в вересні 1982 році. Розробки з його створення почалися ще в 1979 році, а на здійснення проекту було витрачено 1,2 мільярда доларів. Новинка була побудована на базі концепт-кара Probe III і успадкувала від нього революційно нову форму кузова та досить низький для того часу коефіцієнт аеродинамічного опору Cx = 0,34. Спочатку Sierra випускалася у вигляді п'ятидверного хетчбека і універсала.
У вересні 1983 року почалось виробництво тридверного хетчбека.
Спочатку пропонувалися три версії обробки й оснащення автомобіля (L, GL і Ghia). Версія Ghia мала краще оснащення і відрізнялася зовні. Для цієї комплектації у вигляді опції пропонувалися, крім стандартного набору, такі рідкісні в той час речі, як паливний комп'ютер і підігрів передніх сидінь.
У кінці 1984 року автомобіль піддали модернізації, але зовнішнього вигляду це не торкнулося. У середині 1980-х років на моделі Sierra з комплектацією Ghia стали встановлювати ABS.
Підвіска Sierra була повністю незалежною, типу «макферсон» спереду і на діагональних важелях позаду.
На Sierra першого покоління встановлювалися бензинові карбюраторні й інжекторні двигуни об'ємом від 1,3 до 2,3 л (від 60 до 115 к. с.), а також дизельний двигун виробництва Peugeot об'ємом 2,3 л (67 к. с.). На спортивну модифікацію Sierra XR4i, яка пропонувалася також в повноприводному варіанті Sierra XR 4x4, встановлювався потужний бензиновий двигун об'ємом 2,8 л (143 і 150 к. с.). Поза Європою продавалася модифікація Sierra XR6 з 6-циліндровим двигуном об'ємом 3,0 л.
Трансмісія могла бути як 4- і 5-ступінчастою механічною, так і 3-ступінчастою (з 1984 — 4-ступінчастою) автоматичною.
У липні 1986 року була випущена потужна модифікація Sierra RS Cosworth.
Ім'я Cosworth вказувало, що двигун був розроблений британською компанією Cosworth Engineering. На цей автомобіль встановлювалися різні двигуни об'ємом 2,0 л потужністю 204 к.с. Ця модифікація була настільки популярна, що її тюнінгом займалися багато європейських тюнінгових ательє, які доводили потужність двигуна до 500 к. с. Зовні Sierra RS Cosworth відрізнялася великими колесами, широкими бамперами і характерною повітрозабірною решіткою на капоті.

## Sierra II (1987—1993)

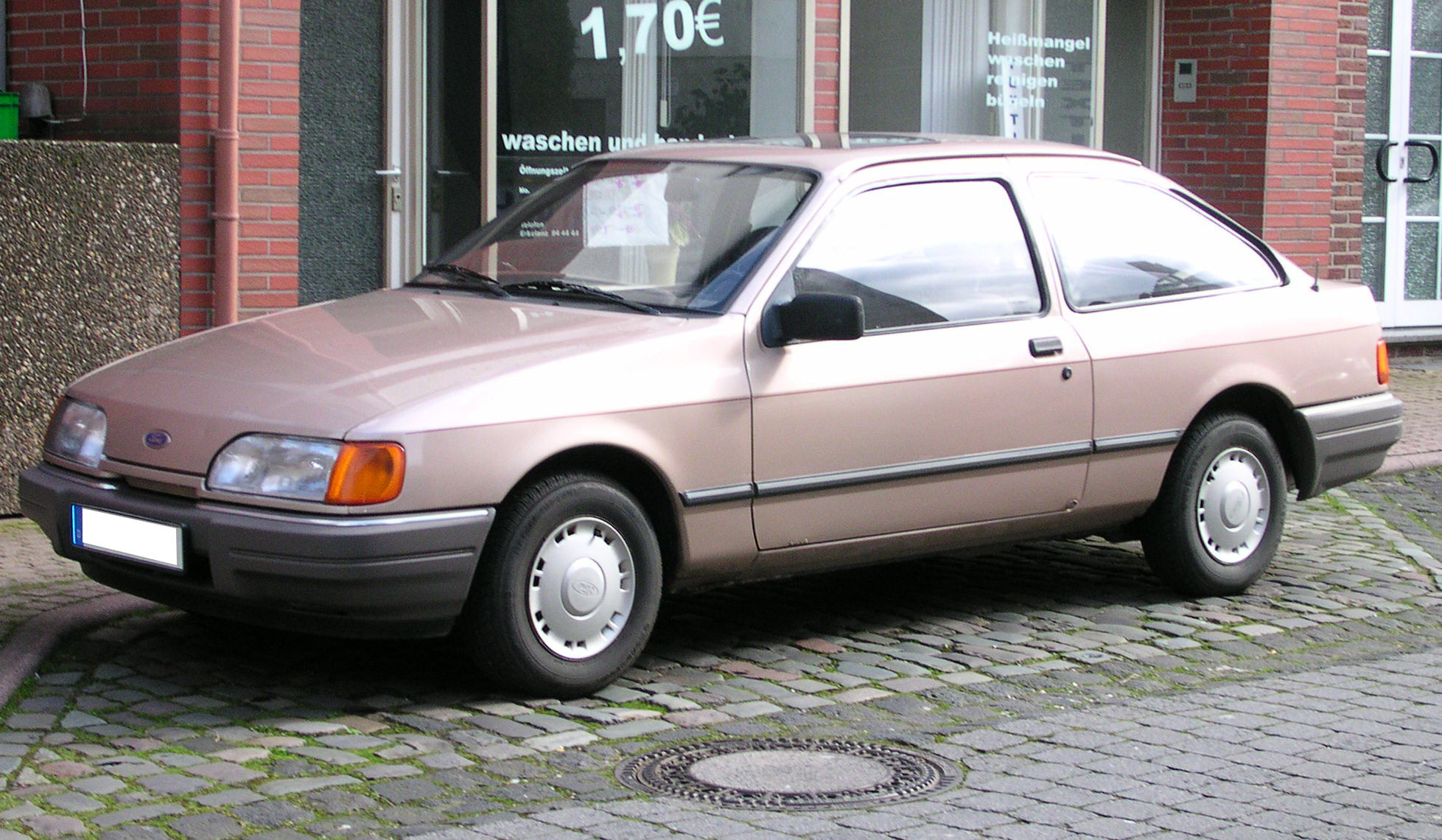
Ford Sierra II 3дв. хетчбек (1987—1990)

У 1987 році в результаті серйозної модернізації і рестайлінга з'явилося друге покоління Sierra. Зовнішні зміни торкнулися передньої частини автомобіля — були встановлені нові блок фари, збільшена площа вітрового скла, оновлена радіаторна решітка.
Крім три- і п'ятидверного хетчбека випускався п'ятидверний універсал Sierra II Turnier, а також чотиридверний седан. На базі Sierra другого покоління випускався і пікап «Sierra Pickup P100».
На Sierra II встановлювалися бензинові 4 — і 6-циліндрові двигуни об'ємом від 1,6 до 2,9 л (від 75 до 150 к. с.), а також атмосферний дизель «Peugeot» об'ємом 2,3 л (67 к. с.), якому на заміну в 1988 році прийшов новий турбодизель «Kent» 1,8 л потужністю 75 к. с. та обертовим моментом 152 Нм при 2200 об/хв. Автомобіль оснащувався механічною й автоматичною трансмісією.
Найпотужніші мотори встановлювалися на заряджену модифікацію Sierra II XR4, яка випускалася також в повноприводному варіанті Sierra II XR 4x4.
У січні 1988 року обмеженим тиражем була випущена Sierra II GT з люком на даху, затемненими вікнами, дзеркалами кольору кузова і бічними посиленнями, що спускаються до нижнього краю дверей.
У 1988 році почалось виробництво нової Ford Sierra RS Cosworth з кузовом седан, що мала той самий двигун що і попередня, а також задній привід, їх було випущено 13 000 штук. В січні 1990 року з'явилась модифікація з повним приводом і форсованим двигуном, що тепер видавав 220 к. с.
У вересні 1989 року з'явилася комплектація Laser c додатковими фарами дальнього світла, затемненими стеклами, чорним обрамленням бічних стекол і тахометром на панелі приладів.
Взимку 1990 року був проведений черговий рестайлінг. Тепер в зовнішньому вигляді автомобіля можна було спостерігати горизонтальні прорізи в решітці радіатора, молдінги, покажчики повороту білого кольору і задні затемнені ліхтарі з чорною сполучною смугою. У салоні з'явилася інша торпеда і підлогова консоль, рульова колонка стала регульованою по висоті і довжині, інші дверні замки і внутрішні ручки.
У 1991 році були внесені останні зміни в дизайн Sierra. Бампера почали фарбувати в колір кузова, на всі модифікації почали встановлювати гідропідсилювач керма й електропідйомники передніх бокових вікон.
У грудні 1992 року виробництво Sierra II було повністю зупинено, і їй на зміну прийшов Ford Mondeo.

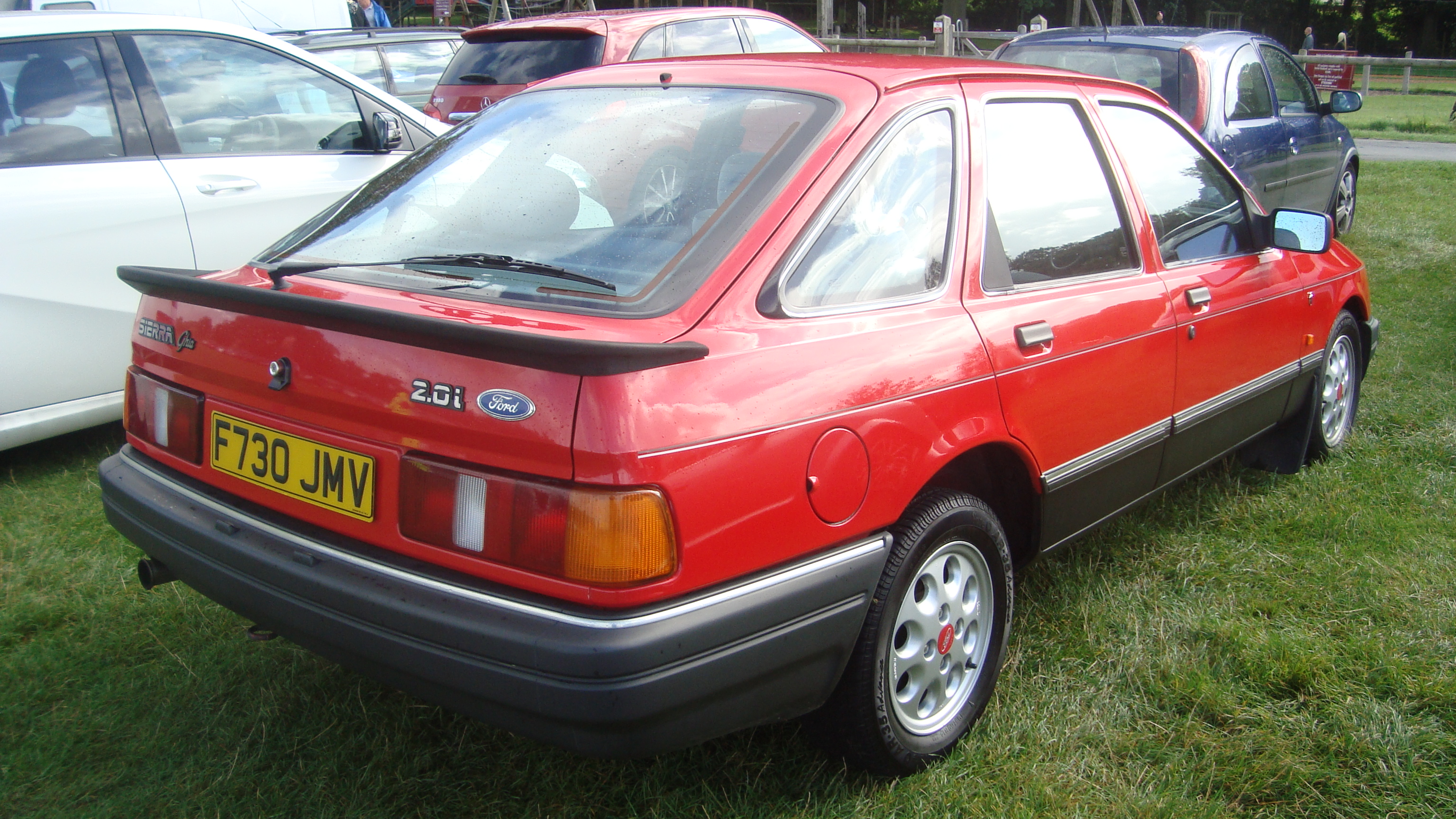
Ford Sierra II 5дв. хетчбек (1987-1990)
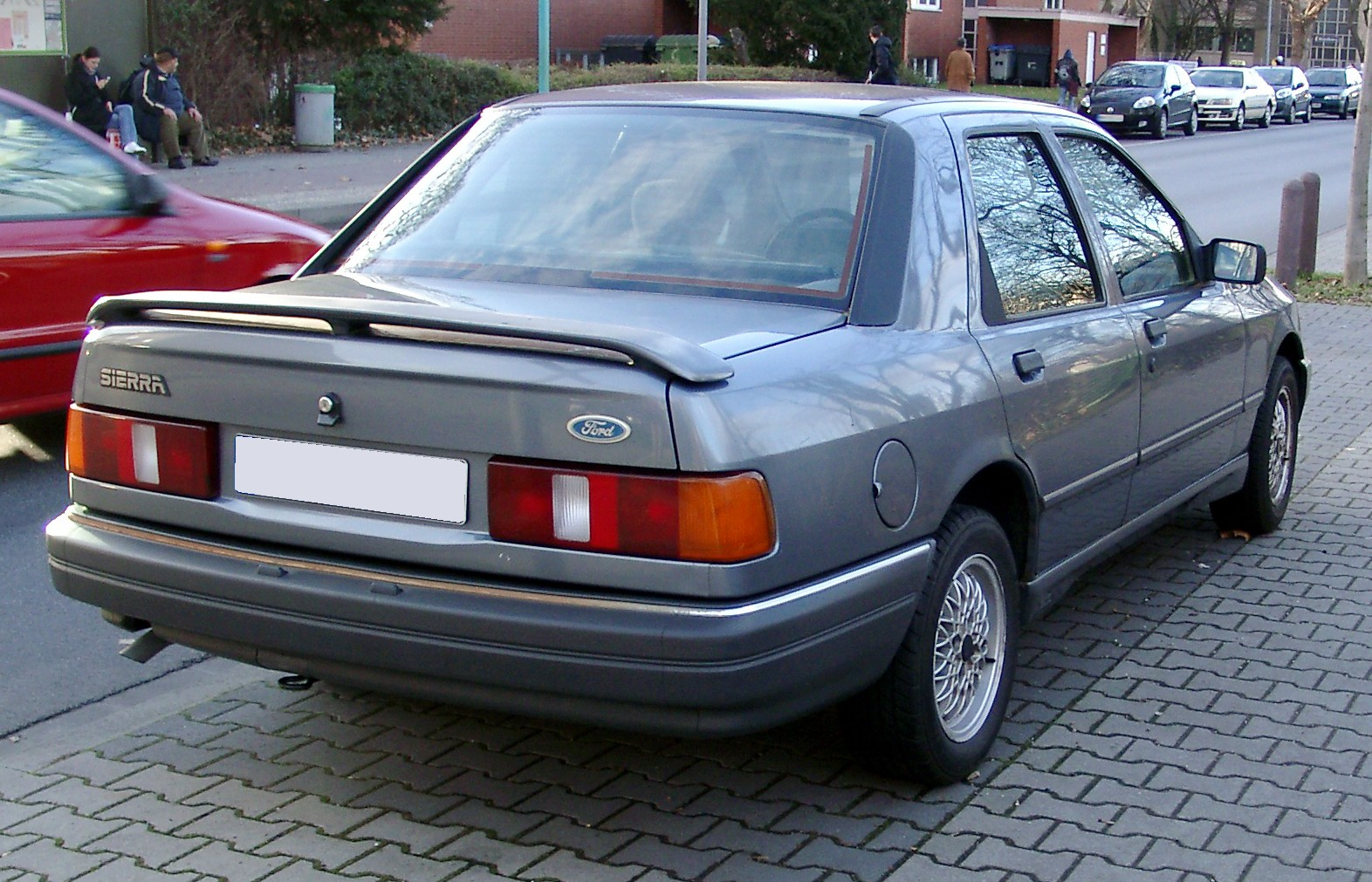
Ford Sierra II седан (1987-1990)
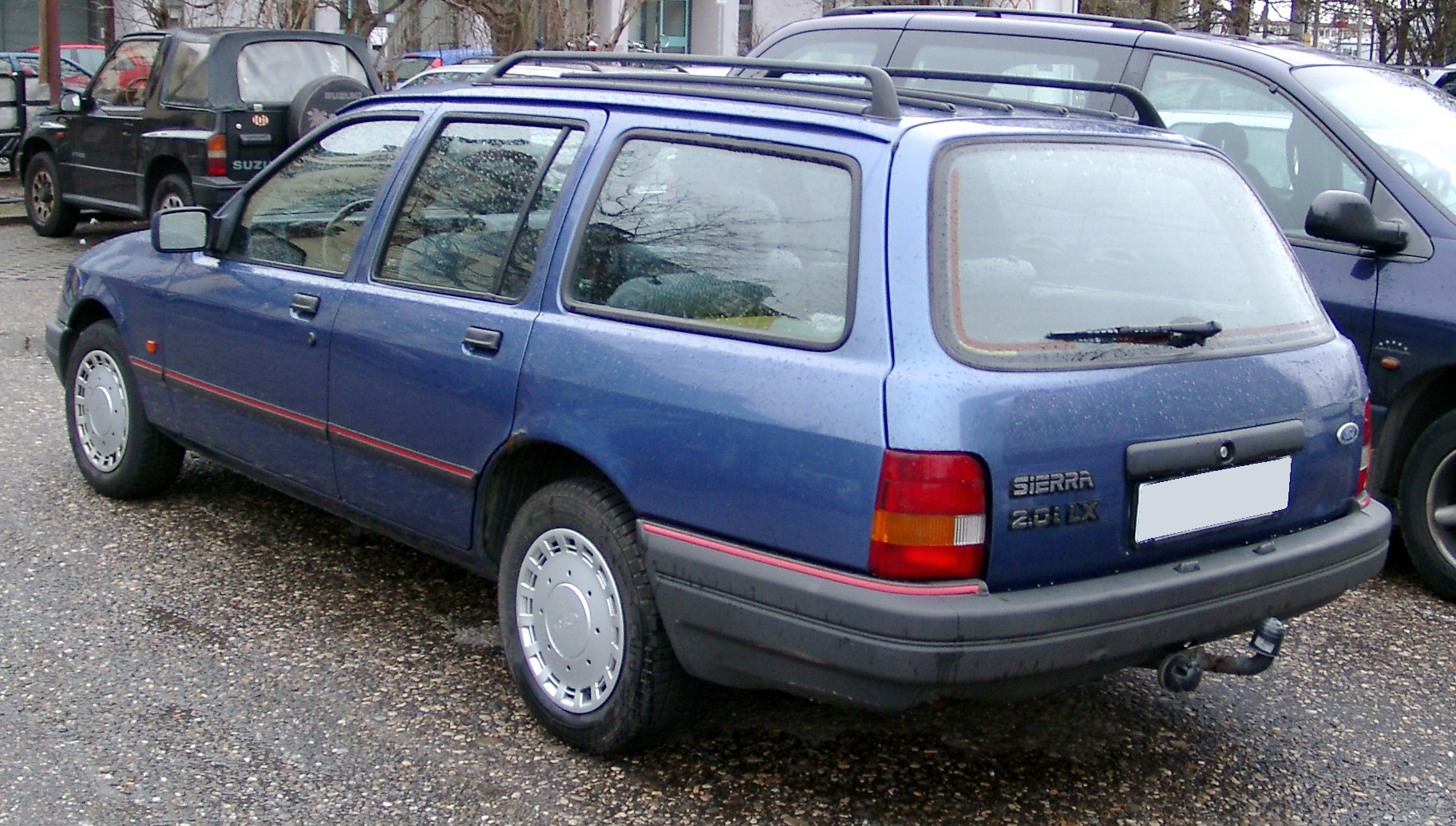
Ford Sierra II Turnier (1987-1990)
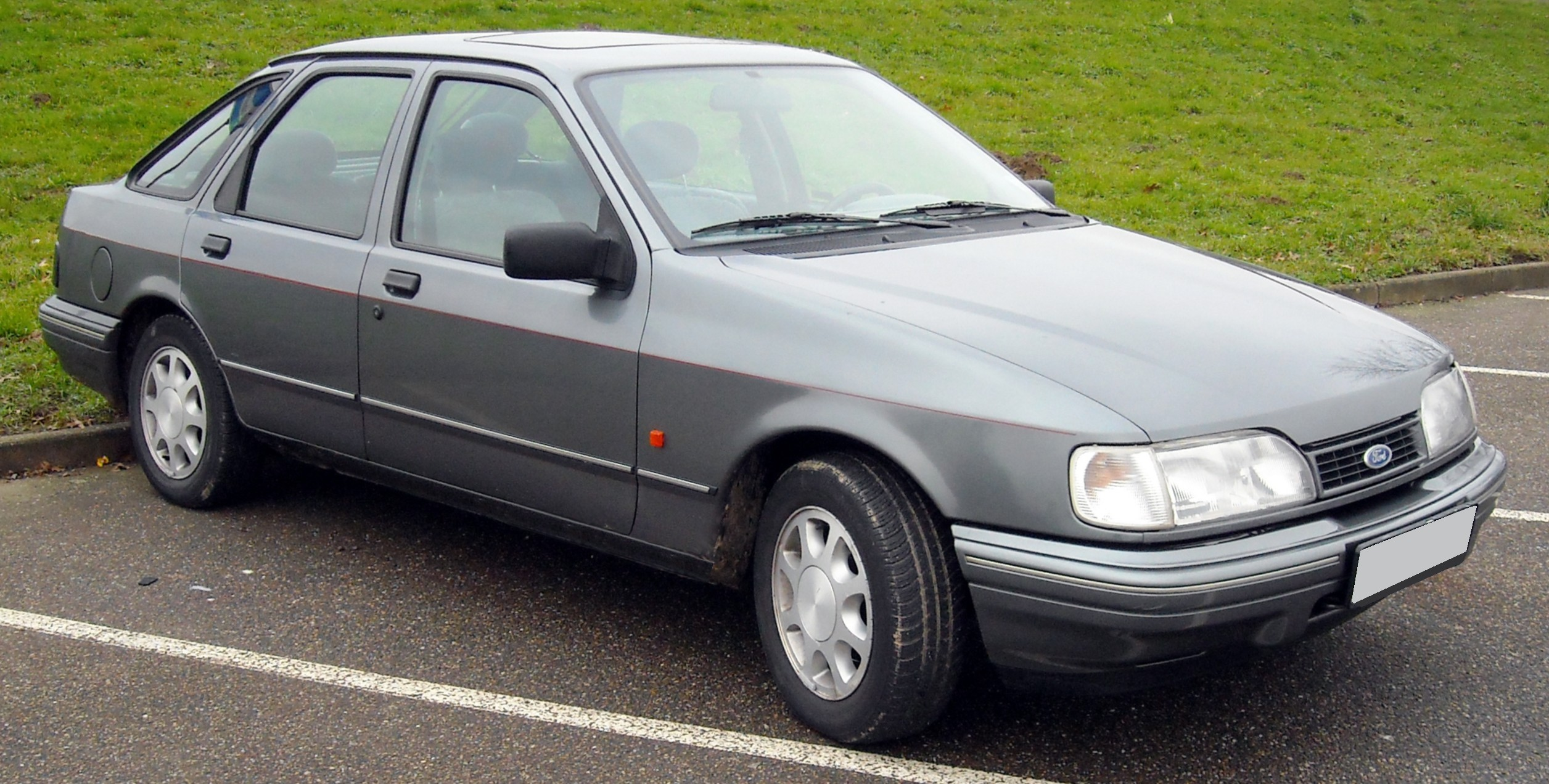
Ford Sierra II 5дв. хетчбек (1990–1993)
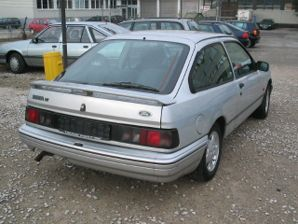
Ford Sierra II 3дв. хетчбек (1990-1993)
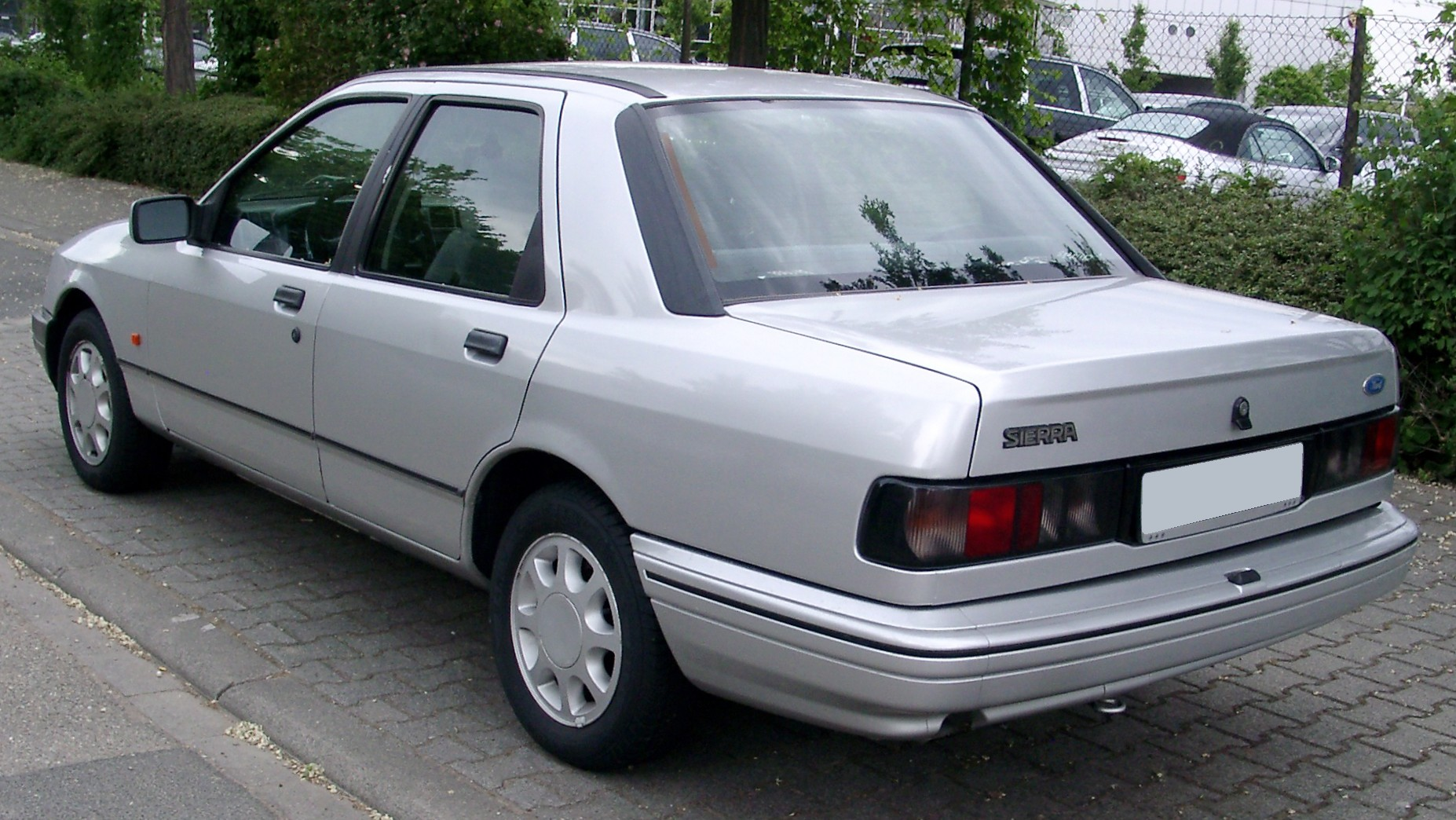
Ford Sierra II седан (1990-1993)
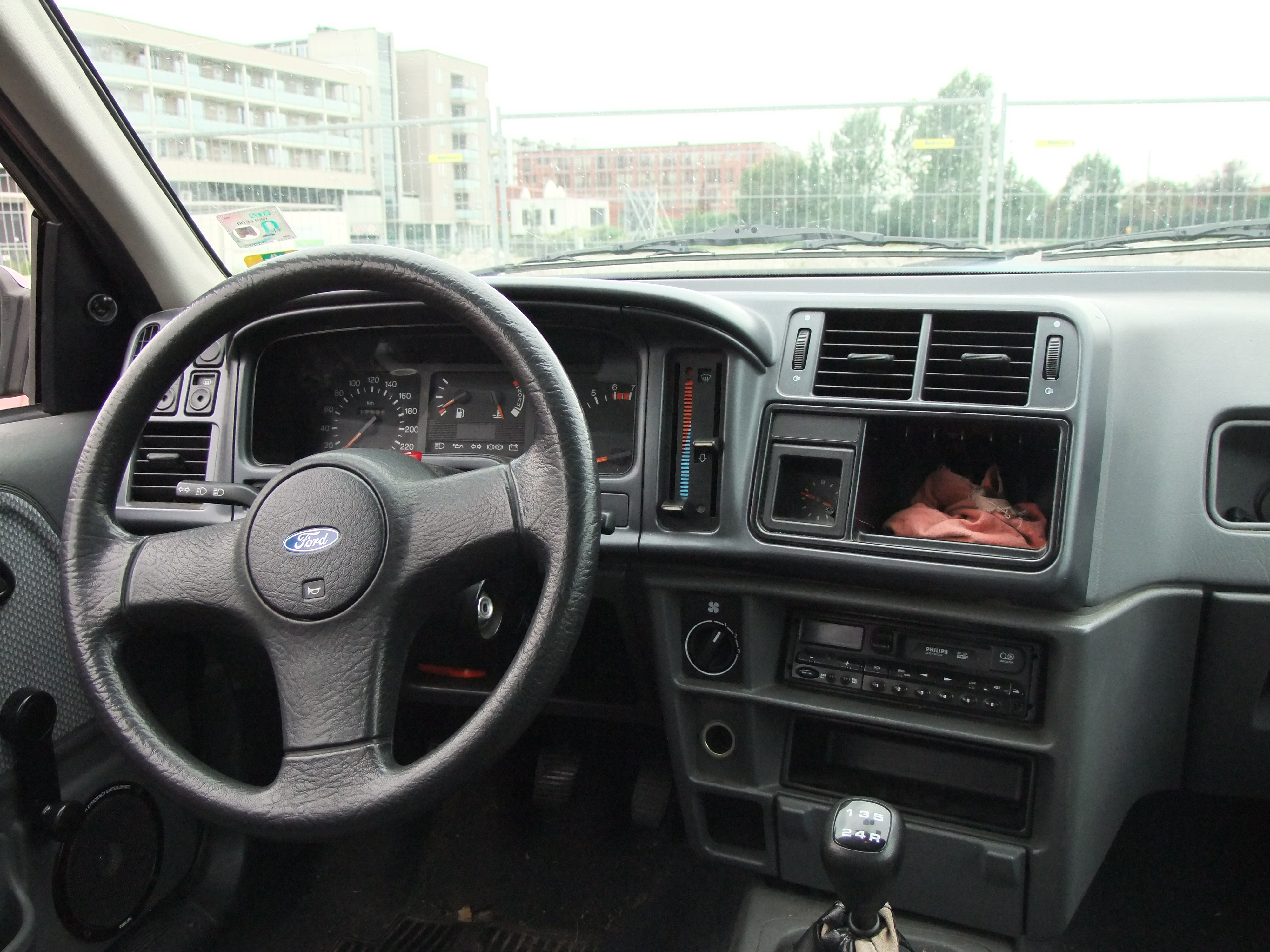
Салон Ford Sierra II (1990-1993)
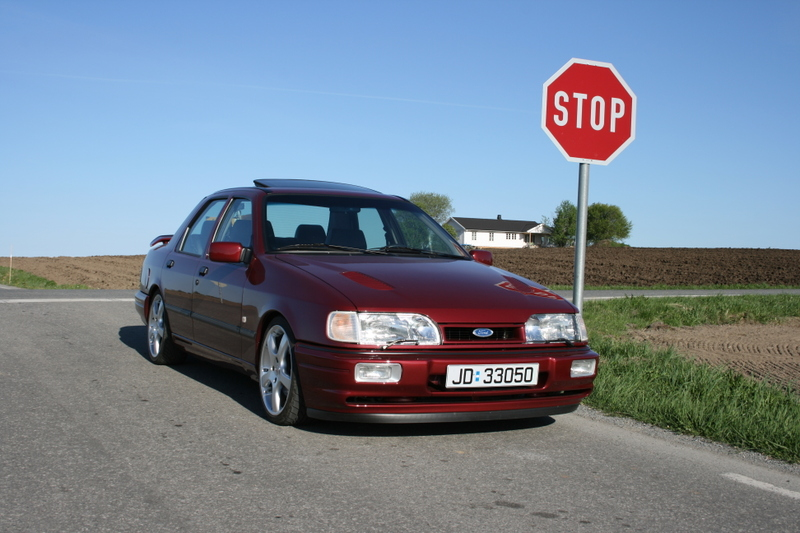
Sierra II RS Cosworth 4x4 (1990-1992)
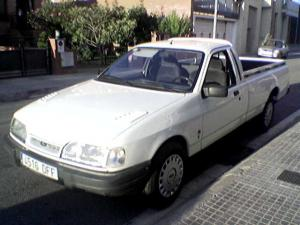
Ford Sierra P100 пікап (1987-1992)